# 24 ur Le Mansa 1967
24 ur Le Mansa 1967 je bila petintrideseta vzdržljivostna dirka 24 ur Le Mansa. Potekala je 10. in 11. junija 1967.

## Rezultati

### Uvrščeni
| Poz | Razred | Št | Moštvo                         | Dirkači                             | Šasija                       | Motor                   | Krogi |
| --- | ------ | -- | ------------------------------ | ----------------------------------- | ---------------------------- | ----------------------- | ----- |
| 1   | P +5.0 | 1  | Shelby-American Inc.           | Dan Gurney A. J. Foyt               | Ford GT40 Mk.IV              | Ford 7.0L V8            | 388   |
| 2   | P 5.0  | 21 | SpA Ferrari SEFAC              | Ludovico Scarfiotti Mike Parkes     | Ferrari 330 P4               | Ferrari 4.0L V12        | 384   |
| 3   | P 5.0  | 24 | Equipe Nationale Belge         | Willy Mairesse Jean Blaton          | Ferrari 330 P4               | Ferrari 4.0L V12        | 377   |
| 4   | P +5.0 | 2  | Shelby-American Inc.           | Bruce McLaren Mark Donohue          | Ford GT40 Mk.IV              | Ford 7.0L V8            | 359   |
| 5   | P 2.0  | 41 | Porsche System Engineering     | Jo Siffert Hans Herrmann            | Porsche 907/6L               | Porsche 2.0L Flat-6     | 358   |
| 6   | P 2.0  | 38 | Porsche System Engineering     | Rolf Stommelen Jochen Neerpasch     | Porsche 910/6K               | Porsche 2.0L Flat-6     | 351   |
| 7   | S 2.0  | 37 | Porsche System Engineering     | Vic Elford Ben Pon                  | Porsche 906K Carrera 6       | Porsche 2.0L Flat-6     | 327   |
| 8   | S 2.0  | 66 | Christian Poirot               | Christian Poirot Gerhard Koch       | Porsche 906 Carrera 6        | Porsche 2.0L Flat-6     | 321   |
| 9   | P 1.3  | 46 | Société des Automobiles Alpine | Henri Grandsire José Rosinski       | Alpine A210                  | Renault-Gordini 1.3L I4 | 321   |
| 10  | P 1.3  | 49 | Ecurie Savin-Calberson         | André de Cortanze Alain LeGuellec   | Alpine A210                  | Renault-Gordini 1.3L I4 | 318   |
| 11  | GT 5.0 | 28 | Scuderia Filipinetti           | Dieter Spoerry Gianwirco Steinemann | Ferrari 275 GTB/C            | Ferrari 3.3L V12        | 317   |
| 12  | P 1.3  | 48 | Ecurie Savin-Calberson         | Roger Delageneste Jacques Cheinisse | Alpine A210                  | Renault-Gordini 1.3L I4 | 311   |
| 13  | P 1.6  | 45 | Société des Automobiles Alpine | Mauro Bianchi Jean Vinatier         | Alpine A210                  | Renault-Gordini 1.5L I4 | 311   |
| 14  | GT 2.0 | 42 | Auguste Veuillet               | Robert Buchet Herbert Linge         | Porsche 911S                 | Porsche 2.0L Flat-6     | 308   |
| 15  | P 1.3  | 51 | Donald Healey Motor Company    | Clive Baker Andrew Hedges           | Austin-Healey Sprite Le Mans | BMC 1.3L I4             | 289   |
| 16  | P 1.3  | 64 | Ecurie du Maine                | Marcel Martin Jean Mesange          | Abarth 1300OT                | Fiat 1.3L I4            | 262   |

### Odstopi
| Poz | Razred  | Št | Moštvo                                            | Dirkači                                  | Šasija                            | Motor                   | Krogi |
| --- | ------- | -- | ------------------------------------------------- | ---------------------------------------- | --------------------------------- | ----------------------- | ----- |
| 17  | P 5.0   | 19 | SpA Ferrari SEFAC                                 | Günther Klass Peter Sutcliffe            | Ferrari 330 P4                    | Ferrari 4.0L V12        | 296   |
| 18  | P +5.0  | 57 | Shelby-American Inc.                              | Ronnie Bucknum Paul Hawkins              | Ford GT40 Mk.IIB                  | Ford 7.0L V8            | 271   |
| 19  | P +5.0  | 7  | Chaparral Cars Inc.                               | Phil Hill Mike Spence                    | Chaparral 2F                      | Chevrolet 7.0L V8       | 225   |
| 20  | P 1.3   | 47 | Société des Automobiles Alpine                    | Jean-Claude Andruet Robert Bouharde      | Alpine A210                       | Renault-Gordini 1.3L I4 | 219   |
| 21  | P 5.0   | 23 | Maranello Concessionaires                         | Richard Attwood Piers Courage            | Ferrari 412P                      | Ferrari 4.0L V12        | 208   |
| 22  | P 1.15  | 56 | Ecurie Savin-Calberson                            | Gerard Larrousse Patrick Depailler       | Alpine A210                       | Renault-Gordini 1.0L I4 | 204   |
| 23  | P 1.15  | 55 | North American Racing Team (NART)                 | Jean-Luc Thérier Francois Chevalier      | Alpine M64                        | Renault-Gordini 1.0L I4 | 201   |
| 24  | P +5.0  | 3  | Holman & Moody                                    | Mario Andretti Lucien Bianchi            | Ford GT40 Mk.IV                   | Ford 7.0L V8            | 188   |
| 25  | P +5.0  | 6  | Holman & Moody Ford France S.A.                   | Jo Schlesser Guy Ligier                  | Ford GT40 Mk.IIB                  | Ford 7.0L V8            | 183   |
| 26  | S 5.0   | 16 | Ford France S.A.                                  | Pierre Dumay Henri Greder                | Ford GT40 Mk.I                    | Ford 4.7L V8            | 179   |
| 27  | P +5.0  | 5  | Holman & Moody                                    | Roger McCluskey Frank Gardner            | Ford GT40 Mk.IIB                  | Ford 7.0L V8            | 179   |
| 28  | GT +5.0 | 9  | Dana Chevrolet Inc.                               | Bob Bondurant Dick Guldstrand            | Chevrolet Corvette                | Chevrolet 7.0L V8       | 167   |
| 29  | P 2.0   | 29 | Equipe Matra Sports                               | Jean-Pierre Beltoise Johnny Servoz-Gavin | Matra MS630                       | BRM 2.0L V8             | 155   |
| 30  | P 5.0   | 25 | North American Racing Team (NART)                 | Pedro Rodriguez Giancarlo Baghetti       | Ferrari 412P                      | Ferrari 4.0L V12        | 144   |
| 31  | GT 2.0  | 67 | Pierre Boutin                                     | Pierre Boutin Patrice Sanson             | Porsche 911S                      | Porsche 2.0L Flat-6     | 134   |
| 32  | GT 2.0  | 60 | Philippe Farjon                                   | Philippe Farjon André Wicky              | Porsche 911S                      | Porsche 2.0L Flat-6     | 126   |
| 33  | S 5.0   | 18 | Scuderia Filipinetti                              | Umberto Maglioli Mario Casoni            | Ford GT40 Mk.I                    | Ford 4.7L V8            | 116   |
| 34  | P 5.0   | 20 | SpA Ferrari SEFAC                                 | Chris Amon Nino Vaccarella               | Ferrari 330 P3 Spyder             | Ferrari 4.0L V12        | 105   |
| 35  | P 2.0   | 40 | Porsche System Engineering                        | Gerhard Mitter Jochen Rindt              | Porsche 907/6L                    | Porsche 2.0L Flat-6     | 103   |
| 36  | P +5.0  | 8  | Chaparral Cars Inc.                               | Bob Johnson Bruce Jennings               | Chaparral 2F                      | Chevrolet 7.0L V8       | 91    |
| 37  | P 5.0   | 22 | Scuderia Filipinetti                              | Jean Guichet Herbert Müller              | Ferrari 412P                      | Ferrari 4.0L V12        | 88    |
| 38  | P +5.0  | 4  | Holman & Moody                                    | Denis Hulme Lloyd Ruby                   | Ford GT40 Mk.IV                   | Ford 7.0L V8            | 86    |
| 39  | P 2.0   | 39 | Porsche System Engineering                        | Udo Schütz Joe Buzzetta                  | Porsche 910/6L                    | Porsche 2.0L Flat-6     | 84    |
| 40  | P 1.15  | 58 | Société des Automobiles Alpine                    | Philippe Vidal Leo Cella                 | Alpine A210                       | Renault-Gordini 1.0L I4 | 67    |
| 41  | P +5.0  | 14 | John Wyer Automotive Engineering                  | David Piper Richard Thompson             | Mirage M1 (Ford GT40 Lightweight) | Ford 5.7L V8            | 59    |
| 42  | GT 5.0  | 17 | Claude Dubois                                     | Claude Dubois Chris Tuerlinckx           | Ford-Shelby Mustang GT350         | Ford 4.7L V8            | 58    |
| 43  | P 2.0   | 30 | Equipe Matra Sports                               | Jean-Pierre Jaussaud Henri Pescarolo     | Matra MS630                       | BRM 2.0L V8             | 55    |
| 44  | P 1.6   | 44 | Team Elite                                        | David Preston John Wagstaff              | Lotus Europa Mk.47                | Ford Cosworth 1.6L I4   | 42    |
| 45  | P 1.15  | 53 | S.E.C. Automobiles CD                             | André Guilhaudin Alain Bertaut           | CD SP66C                          | Peugeot 1.1L I4         | 35    |
| 46  | P 5.0   | 26 | North American Racing Team (NART)                 | Ricardo Rodriguez Chuck Parsons          | Ferrari 365 P2                    | Ferrari 4.4L V12        | 30    |
| 47  | P +5.0  | 15 | John Wyer Automotive Engineering                  | Jacky Ickx Brian Muir                    | Mirage M1 (Ford GT40 Lightweight) | Ford 5.7L V8            | 29    |
| 48  | P 1.15  | 52 | S.E.C. Automobiles CD                             | Dennis Dayan Claude Ballot-Léna          | CD SP66C                          | Peugeot 1.1L I4         | 25    |
| 49  | P +5.0  | 12 | Lola Cars Ltd. / Team Surtees                     | Peter de Klerk Chris Irwin               | Lola T70 Mk.III                   | Aston Martin 5.0L V8    | 25    |
| 50  | S 5.0   | 62 | John Wyer Automotive Engineering / Viscount Downe | Mike Salmon Brian Redman                 | Ford GT40 Mk.I                    | Ford 4.7L V8            | 20    |
| 51  | P 1.15  | 54 | Roger Nathan Racing Ltd.                          | Roger Nathan Mike Beckwith               | Costin Nathan                     | Hillman 1.0L I4         | 15    |
| 52  | P 1.3   | 50 | Marcos Racing Ltd.                                | Chris J. Lawrence Jem Marsh              | Marcos Mini Marcos GT             | BMC 1.3L I4             | 13    |
| 53  | P +5.0  | 11 | Lola Cars Ltd. / Team Surtees                     | John Surtees David Hobbs                 | Lola T70 Mk.III                   | Aston Martin 5.0L V8    | 3     |
| 54  | GT 2.0  | 43 | "Franc"                                           | Jacques Dewes Anton Fischhaber           | Porsche 911S                      | Porsche 2.0L Flat-6     | 2     |

### Statistika
- Najboljši štartni položaj - #2 Shelby-American Inc. - 3:24.4
- Najhitrejši krog - #4 Holman & Moody / #3 Holman & Moody - 3:23.6 (tie)
- Razdalja - 5232.9km
- Povprečna hitrost - 218.038km/h

### Dobitniki nagrad
- Index of Performance - #41 Porsche System Engineering
- Index of Thermal Efficiency - #1 Shelby-American Inc.